# Liste des îles des mers arctiques

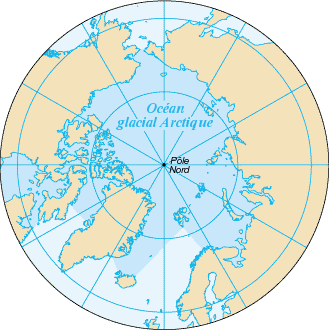
Carte de l'océan Arctique. Bien que figurant en bleu clair, le détroit de Davis et la mer de Norvège sont des mers bordières de l'océan Arctique

Cet article recense les îles des mers arctiques, classées par pays, par mers et par ordre alphabétique. En ce qui concerne l'Islande, par exception,  apparaissent dans la liste plusieurs îles situées dans l'océan Atlantique.

## Canada
Dans le passage du Nord-Ouest :
- Île Amund Ringnes
- Île Axel Heiberg
- Île de Baffin
- Île Banks
- Île Bathurst
- Île Buckingham
- Île Bylot
- Île Borden
- Île Cornwall
- Île Cornwallis
- Île Devon
- Île Ellef Ringnes
- Île d'Ellesmere
- Île Graham
- Île Mackenzie King
- Île Meighen
- Île Melville
- Île du Prince-de-Galles
- Île du Prince-Patrick
- Prins Karls Forland
- Île du Roi-Guillaume
- Île Southampton
- Îles Sverdrup
- Île Victoria

Dans la baie d'Hudson :
- Île Akimiski
- Îles Belcher
- Île Coats
- Île Mansel
- Îles Ottawa

## États-Unis
En mer de Beaufort :
- Île Barter
- Île Arey

## Groenland
Dans l'océan Arctique :
- Stray Dog West

En mer de Lincoln :
- Hendrik Island
- Île Lockwood
- Nares Land
- Île Stephenson

Dans la baie de Baffin :
- Île Crozier
- Île Franklin
- Hakluyt Island
- Île Ikerasak
- Île d'Illorsuit
- Archipel d'Upernavik

Dans le détroit de Davis :
- Île d'Aasiaat
- Île Alluttoq
- Qeqertaq
- Qeqertarsuaq (île Disko)

 En mer du Groenland :
- Île Clavering
- Île Ella
- Île de France
- Île Hovgaard
- Kaffeklubben
- Île Kuhn
- Île Lynn
- Terre de Milne
- Île du Petit Pendule
- Île du Prince-Henri
- Île de la Princesse-Thyra
- Île Sabine
- Île Shannon
- Île de la Société de géographie
- Store Koldewey
- Île Traill
- Uunartoq Qeqertoq
- Île Ymer

## Islande
Dans l'océan Atlantique :
- Álsey
- Bjarnarey (îles Vestmann)
- Brokey
- Eldey
- Elliðaey
- Engey
- Flatey (Breiðafjörður)
- Geirfuglasker
- Geldungur
- Hani
- Heimaey
- Hjörsey
- Hvalbakur
- Lundey
- Málmey
- Papey
- Seley
- Surtsey
- Viðey
- Vigur
- Æðey

En mer du Groenland :
- Bjarnarey (Austurland)
- Drangey
- Engey
- Flatey (Skjálfandi)
- Grímsey
- Hrísey
- Kolbeinsey

## Norvège
En mer de Norvège :
- Île Jan Mayen

Dans l'archipel du Svalbard :
- Abeløya
- Barentsøya
- Edgeøya
- Hopen
- Kong Karls Land
- Kongsøya
- Kvitøya
- Nordaustlandet
- Île aux Ours
- Prins Karls Forland
- Sjuøyane
  - Phippsøya
- Spitzberg
- Storøya
- Svenskøya
- Vardø
- Wilhelmøya

## Russie
En mer Blanche :
- Îles Solovki

En mer de Barents :
- Terre François-Joseph
  - Île Brady
  - Île Bruce
  - Île Champ
  - Île Graham Bell
  - Île Greely
  - Île Hall
  - Île Hooker
  - Île Jackson
  - Île Karl-Alexander
  - Île La Roncière
  - Île Luigi
  - Île Mabel
  - Île McClintock
  - Terre du Prince George
  - Île Pritchett
  - Île Salisbury
  - Île Wiener Neustadt
  - Terre de Wilczek
  - Île Yeva-Liv
  - Île Ziegler
- Île Kolgouïev
- Île Victoria

En mer de Kara :
- Île Bely
- Île Bolchevique
- Île Chokalski
- Réserve naturelle du Grand Arctique
  - Îles de l'Institut Arctique
  - Îles Izvesti TSIK
  - Île Nansen
  - Île Neupokoev
  - Archipel Nordenskiöld
    - Îles Litke
    - Îles Pakhtoussov
    - Îles Tsivolko
    - Îles Vostotchnye

  - Îles Sergueï Kirov
  - Île Sibiriakov
  - Île de la Solitude
  - Île Taïmyr
  - Île Vilkitski
  - Îles Voronina
- Île Komsomolets
- Île Oleni
- Île Pionnier
- Île de la Révolution d'Octobre
- Île Schmidt
- Île Vaïgatch
- Nouvelle-Zemble

 En mer de Kara et en mer des Laptev :
- Terre du Nord

En mer des Laptev :
- Île Belkov
- Île Maly Taïmyr
- Île Semionovski
- Île Starokadomski
- Île Stolbovoï

En mer des Laptev et en mer de Sibérie orientale :
- Îles de Nouvelle-Sibérie

En mer de Sibérie orientale :
- Île Aïon
- Îles De Long
  - Île Bennett
  - Île Henriette
  - Île Jeannette
  - Île Jokhov
  - Île Vilkitski
- Île Kotelny et péninsule Faddeïevski
- Grande Liakhov
- Petite Liakhov
- Îles Medveji
- Île de Nouvelle-Sibérie

En mer des Tchouktches :
- Île Herald
- Île Kolioutchine
- île Wrangel